# 옐로우 (드라마)
《옐로우》는 2017년 9월 12일부터 2017년 10월 21일까지 네이버TV에서 공개된 웹드라마이다.

## 줄거리
청춘들이 노래할 때 선선한 감성 멜로가 시작된다.

## 등장인물
- 김도완[2] - 남지훈 역

내가 유명해지면 니가 돌아오지 않을까
옐로우 리더
옐로우 밴드 보컬, 작곡, 기타 담당. 음악은 자신만만 느낌표인데, 연애는 왠지 온통 물음표투성이다. 나보다 늘 더 우선이던 전 여친 여름 VS 나보다 날 더 잘 아는 여사친 수아. 과연 지훈의 선택은?
- 김관수 - 송태민 역

음악, 사랑. 왜 다 노력으로도 안되는 건데?
옐로우 엄친아 기타
옐로우 밴드 기타 담당. 훈훈한 외모, 빛나는 졸업장, 우아한 집안, 완벽한 매너까지. 평생 그야말로 24K 금수저였던 그가 제대로 물먹고 진흙수저가 됐다. 두고 보자, 남지훈!
- 김해우 - 자피 역

걱정을 왜 해? 오늘을 즐겨!
옐로우 바람둥이 드럼
옐로우 밴드 드럼 담당. 우윳빛 꽃미소로 시원한 쌍욕을 날리고 곱디고운 섬섬옥수로 가뿐히 셋째 손가락을 들어 올리는 이 남자, 정녕 치명적이다. 이런 매력남에게도 처음이자 마지막 순정이 있다는데?
- 이세진 - 박동우 역

형! 이거 안 먹으면 나 먹을게
옐로우 귀요미 베이스
옐로우 밴드 베이스 담당. 어릴 적 사람들에게 긁힌 상처는 어느덧 딱딱한 굳은살이 되어 철갑처럼 그를 둘러쌌다. 하지만 자피를 만나 베이스를 쥐게 되고, 그에게도 서서히 보드라운 새 살이 돋아나기 시작한다.
- 지예은 - 조수아 역

단순한 게 뭐가 나빠?
자칭 옐로우 사진작가
(자칭) 옐로우 밴드 사진작가. 지훈이가 첫사랑이고 지훈이가 세계고 지훈이가 내 자신인 열혈 순정녀. 단순하고, 쉽고, 명쾌한 옐로우의 음악이 딱 나 같아서 좋다. 그런데 이게 웬걸? 사랑은 나와 달리 너무 복잡하고, 어렵고, 서글프다.
- 김예지 - 이여름 역

난 너처럼 대책없인 못 살아
완벽주의 신입사원
대기업 신입사원. 완벽주의자인 그녀가 난생처음 후회란 걸 하기 시작했다. 지훈에게 이별을 고한지 일 년째 되는 어느 날. 술김에 전 남자친구 지훈에게 연락을 하고 마는데.

## 회차별 제목
| 회차             | 업로드 일자      | 제목                                           | 러닝 타임 |
| ---------------- | ---------------- | ---------------------------------------------- | --------- |
| 티저             | 2017년 9월 16일  | EP.00 낯선남자가 첫사랑이 되는 순간 - 티저공개 | 02:43     |
| 1화              | 2017년 9월 21일  | EP.01 이별을 직감하게 하는 연인의 행동         | 09:56     |
| 2화              | 2017년 9월 23일  | EP.02 짝남에게 온 전여친 문자를 보았다         | 08:31     |
| 3화              | 2017년 9월 28일  | EP.03 술먹고 전남친에게 연락을 해보았다        | 08:12     |
| 4화              | 2017년 9월 30일  | EP.04 좋아하는 이성 앞에서 하는 행동들         | 07:08     |
| 5화              | 2017년 10월 5일  | EP.05 첫사랑이 연애에 미치는 영향              | 10:39     |
| 6화              | 2017년 10월 7일  | EP.06 두남자가 한여자를 좋아할 때              | 08:37     |
| 7화              | 2017년 10월 12일 | EP.07 짝사랑을 포기하는 여자 심리              | 08:36     |
| 8화              | 2017년 10월 14일 | EP.08 날 좋아하는 사람 vs 내가 좋아하는 사람   | 07:23     |
| 9화              | 2017년 10월 19일 | EP.09 츤데레 남자가 고백하는 법                | 09:44     |
| 10화             | 2017년 10월 21일 | EP.10 청춘들이 연애하는 세상 - 최종화          | 07:41     |
| NG 비하인드 영상 | 2017년 10월 28일 | NG 비하인드 영상                               | 07:01     |
| 팬미팅 스토리    | 2017년 11월 9일  | 팬미팅 스토리                                  | 04:14     |

## 사운드트랙
다음은 오리지널 사운드트랙(OST) 싱글 앨범에 포함된 곡들이며, 정렬기준은 출시 순입니다.

### Yellow OST Part.1[6]
| #            | 제목                     | 작사         | 작곡         | 편곡 | 재생 시간 |
| ------------ | ------------------------ | ------------ | ------------ | ---- | --------- |
| 1.           | 〈그림자〉 (휘인)        | 박우상       | 박우상       | 3:46 |           |
| 2.           | 〈그림자 (Inst.)〉       |              | 박우상       | 3:46 |           |
| 3.           | 〈그림자 (Melody Ver.)〉 |              | 박우상       | 1:51 |           |
| 총 재생 시간 | 총 재생 시간             | 총 재생 시간 | 총 재생 시간 | 9:23 |           |

### Yellow OST Part.2[7]
| #            | 제목                    | 작사         | 작곡         | 편곡  | 재생 시간 |
| ------------ | ----------------------- | ------------ | ------------ | ----- | --------- |
| 1.           | 〈짙어져〉 (멜로망스)   | 김민석       | 1601         | 4:38  |           |
| 2.           | 〈짙어져 (Inst.)〉      |              | 1601         | 4:38  |           |
| 3.           | 〈짙어져 (Piano Ver.)〉 |              | 1601         | 1:58  |           |
| 총 재생 시간 | 총 재생 시간            | 총 재생 시간 | 총 재생 시간 | 11:14 |           |

### Yellow OST Part.3[8]
| #            | 제목                       | 작사         | 작곡             | 편곡 | 재생 시간 |
| ------------ | -------------------------- | ------------ | ---------------- | ---- | --------- |
| 1.           | 〈간단한 말〉 (카더가든)   | 카더가든     | 카더가든, U-Turn | 2:50 |           |
| 2.           | 〈간단한 말 (Inst.)〉      |              | 카더가든, U-Turn | 2:50 |           |
| 3.           | 〈간단한 말 (Piano Ver.)〉 |              | 카더가든, U-Turn | 0:59 |           |
| 총 재생 시간 | 총 재생 시간               | 총 재생 시간 | 총 재생 시간     | 6:39 |           |

### Yellow OST[9]
| #            | 제목                                                   | 작사         | 작곡             | 편곡  | 재생 시간 |
| ------------ | ------------------------------------------------------ | ------------ | ---------------- | ----- | --------- |
| 1.           | 〈그림자〉 (휘인)                                      | 박우상       | 박우상           | 3:46  |           |
| 2.           | 〈짙어져〉 (멜로망스)                                  | 김민석       | 1601             | 4:38  |           |
| 3.           | 〈간단한 말〉 (카더가든)                               | 카더가든     | 카더가든, U-Turn | 2:50  |           |
| 4.           | 〈춤추게 하지마〉 (웨터 (wetter))                      | 최원빈       | 최원빈, 채지호   | 3:39  |           |
| 5.           | 〈이상한 나라의 로맨스 (Yellow Ver.)〉 (웨터 (wetter)) | 최원빈       | 최원빈           | 3:17  |           |
| 6.           | 〈그림자 (Inst.)〉                                     |              | 박우상           | 3:46  |           |
| 7.           | 〈그림자 (Melody Ver.)〉                               |              | 박우상           | 1:51  |           |
| 8.           | 〈짙어져 (Inst.)〉                                     |              | 1601             | 4:38  |           |
| 9.           | 〈짙어져 (Piano Ver.)〉                                |              | 1601             | 1:58  |           |
| 10.          | 〈간단한 말 (Inst.)〉                                  |              | 카더가든, U-Turn | 2:50  |           |
| 11.          | 〈간단한 말 (Piano Ver.)〉                             |              | 카더가든, U-Turn | 0:59  |           |
| 12.          | 〈춤추게 하지마 (Inst.)〉                              |              | 최원빈, 채지호   | 3:39  |           |
| 13.          | 〈이상한 나라의 로맨스 (Inst.)〉                       |              | 최원빈           | 3:17  |           |
| 총 재생 시간 | 총 재생 시간                                           | 총 재생 시간 | 총 재생 시간     | 41:08 |           |

## 참고 사항

### 드라마 관련 내용
- 20대 청춘 남녀가 꿈과 현실 사이에서 갈등하며 성장하는 과정을 그린 웹드라마이다.[10]
- 백민희 연출 감독은 "등장인물마다 꿈과 사랑을 대하는 방식이 다르며, 요즘 20대들의 가치관, 삶의 방식을 담아내려고 하였다."라고 이야기했다. 또한, 이를 통해 "시청자들이 등장인물들을 보면서 자신은 어떻게 살고 있는지 되돌아보고, 각자가 지닌 가치관에 대해 생각해보는 계기를 마련하고 싶었다”고 덧붙였다.[11]
- 티저 영상은 공개된 지 하루 만에 페이스북에서 조회수 100만회를 넘겼다.[12]
- 2화 방송 만에 750만 뷰를 돌파하였다.[13]
- 6회까지 국내에서만 총 2800만뷰, 회 당 평균 466만뷰를 돌파하였다.[14]
- 약 4,300만 뷰의 조회수를 기록하였다.[15]

### OST 관련 내용
- 휘인이 부른 첫 번째 OST인 '그림자'는 발매 다음 날인 2017년 10월 7일 오전 9시 기준, 벅스 2위, 지니뮤직 17위, 멜론 21위, 소리바다 26위 등을 기록했다.[16]
- 멜로망스가 부른 두 번째 OST인 '짙어져'는 발매 직후 지니뮤직, 벅스 실시간 차트에서 1위를 차지했다. 이어 발매 다음 날인 2017년 10월 16일 오전 8시 기준, 지니뮤직 1위, 벅스 8위, 올레뮤직 15위, 멜론 20위 등을 기록했다.[17]
- 카더가든이 부른 세 번째 OST인 ‘간단한 말’은 발매 다음 날인 2017년 10월 23일 오전 10시 기준, 벅스 29위 등을 기록했다.[18]

### 기타
- 팬미팅은 2017년 11월 4일 오후 4시 서울 서초구 서초동 흰물결아트센터에서 진행되었으며, 카더가든, 멜로망스가 공연을 펼치고 배우 여섯 명과 제작진이 참석하여 비하인드 스토리를 포함해 팬들의 질문에 직접 답해주고 함께 게임도 진행하는 형식으로 두 시간가량 진행되었다.[19]
- 남지훈 역의 김도완과 조수아 역의 지예은은 리바이스트라우스코리아(LEVI STRAUSS KOREA)의 ‘웜진(Warm Jean)’ 캠페인 영상을 촬영하였다.[20]

## 같이 보기
- 에이틴
- 에이틴 시즌2
- 연애플레이리스트 시즌1
- 열일곱
- 엑스엑스(XX)